# Ushiku Daibutsu

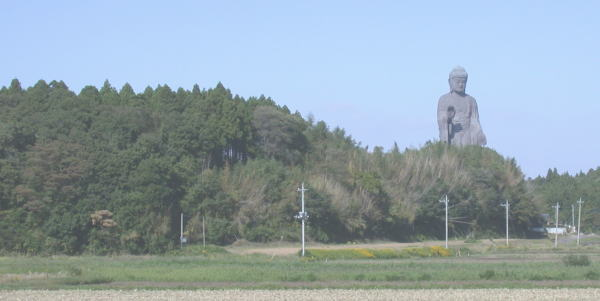
Ushiku Daibutsu

Ushiku Daibutsu (Japans: 牛久大仏) is een staand Boeddhabeeld van Boeddha Amitabha, dat omkleed is met brons. Het beeld staat in de Japanse stad Ushiku  (Ibaraki). De bouw ervan werd in 1993 afgerond. Het beeld heeft een totale hoogte van 120 meter. Hierbij is het tien meter hoge lotusplatform meegerekend. Het beeld bevat een lift die tot een hoogte van 85 meter kan komen. Op de hoogste verdieping kan men de omgeving bezichtigen. Het beeld werd gebouwd ter herinnering aan de geboorte van Shinran. Hij is de stichter van de Japans-boeddhistische stroming Jōdo Shinshū (浄土真宗), de Japanse vorm van Zuiver Land-boeddhisme.

## Details
- Gewicht: 4003 ton
- Lengte linkerhand: 18 meter
- Lengte gezicht: 20 meter
- Lengte oog: 2,55 meter
- Lengte mond: 4,5 meter
- Lengte neus: 1,2 meter
- Lengte oor: 10 meter
- Lengte wijsvinger: 7 meter